# Cosciniopsis australis
Cosciniopsis australis is een mosdiertjessoort uit de familie van de Gigantoporidae. De wetenschappelijke naam van de soort is voor het eerst geldig gepubliceerd in 1889 door Waters.